# Sequential One
Sequential One, hinterher SQ-1,  war eine deutsche Dance-Band. 
Sequential One war ein Dance-Projekt von André Tanneberger, besser bekannt als ATB. Seinen Projektnamen verdankt er einem Synthesizer namens Sequential Pro One.

## Bandgeschichte
Das erste Album brachten Sequential One im Jahr 1993 unter dem Titel Dance/Raving auf den Markt. Noch im selben Jahr folgte Let Me Hear You. Es folgten weitere Veröffentlichungen, darunter auch ein Remake von Dance/Raving im Jahr 1995. Der erste größere Hit wurde dann My Love Is Hot im Jahr 1997. Nach dem 1998 erschienenen Imagination erschien Energy, dessen Veröffentlichung durch die DJ-Soloprojekte von André Tanneberger und Woody van Eyden verzögert worden war. Im Jahr 1999 erschien mit Angels die letzte Single der Band unter dem Namen Sequential One. Danach benannte Tanneberger die Band aus rechtlichen Gründen in SQ-1 um und erreichte nochmals mit vier Singleveröffentlichungen die deutschen Singlecharts. Die letzte Single, Balare, erschien am 29. April 2002.

## Besetzung
Morpha und Sule Tuna war die Sängerin der Band. Weitere Mitglieder waren Spacekid und Woody van Eyden. André Tanneberger war auch für den Rap zuständig.

## Diskografie

### Alben
- 1995: Dance
- 1998: Energy
- 1999: Decades

### Singles
Chartplatzierungen

| Jahr | Titel Album                       | Höchstplatzierung, Gesamtwochen, AuszeichnungChartsChartplatzierungen (Jahr, Titel, Album, Platzierungen, Wochen, Auszeichnungen, Anmerkungen) | Anmerkungen                                     |
| Jahr | Titel Album                       | DE | Anmerkungen                                     |
| ---- | --------------------------------- | --- | ----------------------------------------------- |
| 1997 | My Love is Hot Decades            | DE53 (9 Wo.)DE | Erstveröffentlichung: 16. Dezember 1996         |
| 1997 | I Wanna Make U…/ Get Down Decades | DE47 (6 Wo.)DE | Erstveröffentlichung: 1997                      |
| 1997 | Dreams Decades                    | DE67 (6 Wo.)DE | Erstveröffentlichung: 17. September 1997        |
| 1998 | Imagination Decades               | DE81 (3 Wo.)DE | Erstveröffentlichung: 23. Februar 1998          |
| 1999 | Can You Feel…                     | DE41 (5 Wo.)DE | (als SQ-1) Erstveröffentlichung: 1999           |
| 2000 | One, Two, Three                   | DE58 (2 Wo.)DE | (als SQ-1) Erstveröffentlichung: 13. März 2000  |
| 2001 | Dance                             | DE54 (4 Wo.)DE | (als SQ-1) Erstveröffentlichung: 2001           |
| 2002 | Balare                            | DE64 (2 Wo.)DE | (als SQ-1) Erstveröffentlichung: 29. April 2002 |

weitere Veröffentlichungen
- 1993: Let Me Hear You
- 1993: Dance/Raving
- 1994: Here We Go Again
- 1994: Back to Unity
- 1995: Pump Up The Bass
- 1995: Happy Feelings
- 1996: Never Start to Stop
- 1998: Angels/Moments in Atmosphere
- 1998: Inspiration Vibes
- 1998: Imagination (als SQ-1)
- 1999: Music so wunderful (als SQ-1)